# Korthalsella platycaula
Korthalsella platycaula är en sandelträdsväxtart som först beskrevs av Carlo Luigi Giuseppe Bertero och V. Tiegh., och fick sitt nu gällande namn av Adolf Engler. Korthalsella platycaula ingår i släktet Korthalsella och familjen sandelträdsväxter. Inga underarter finns listade i Catalogue of Life.